# 미야기노촌
미야기노촌(일본어: 宮城野村)은 일본 가나가와현의 서부, 아시가라시모군에 속했던 촌이다. 현재의 하코네정에 해당한다.

## 역사
- 1889년 4월 1일 - 정촌제 시행에 의해 아사가리시모군 미야기노촌이 단독으로 자치체를 형성하였다.
- 1910년 9월 30일 - 현재의 국도 1호(하코네유모토 방면 - 미야노시타 교차로) 및 국도 138호(미야노시타 교차로 - 센고쿠하라 방면)의 도로가 국도 58호(도쿄 요리시즈오카현 니다쓰루별 노선)로 지정됨.
- 1919년 6월 1일 - 오다와라 전철 철도선(현 오다큐 하코네 철도선) 니노다이라역과 고라역이 개통되었다.
- 1921년 12월 1일 - 오다와라 전기철도 강삭선(현 오다큐 하코네 강삭선)이 개통되었다.
- 1953년 5월 18일 - 2급 국도 138호 후지요시다 오다 오다와라선(훗날 국도 138호)이 설치되고 종점이 설치된다.
- 1956년 9월 30일 - 온센촌, 유모토정, 센고쿠하라촌과 신설합병해, 새로운 하코네정이 성립하여, 동일 미야기노촌은 폐지되었다.

## 교통

### 철도
- 하코네 등산 철도

### 도로
- 일반국도 1호선

## 참고 문헌
- 角川日本地名大辞典編纂委員会,『角川日本地名大辞典 神奈川県』1984, 角川書店